# Paraphrynus baeops
Paraphrynus baeops är en spindeldjursart som beskrevs av Mullinex 1975. Paraphrynus baeops ingår i släktet Paraphrynus och familjen Phrynidae. Inga underarter finns listade i Catalogue of Life.